# Michael Rockefeller
Michael Rockefeller (n. 18 mai 1938, se presupune că ar fi decedat la 19 noiembrie 1961) a fost al cincilea copil al guvernatorului New York-ez (mai târziu vicepreședinte) Nelson Aldrich Rockefeller, și un membru de generație a patra al familiei Rockefeller. A dispărut în timpul unei expediții în regiunea Asmat a Noii Guinee Olandeze. În 2014, Carl Hoffman a publicat o carte care a intrat în detaliile cu privire la ancheta „uciderii” lui, în care sătenii și bătrânii tribului recunosc ca Rockefeller ar fi fost ucis după ce a înotat la țărm în 1961.